# Христодулос Йоану
Христодулос Йоану (на гръцки: Χριστόδουλος Ιωάννου) е гръцки зограф и фотограф от ΧΙΧ – началото на ΧΧ век.

## Биография
Роден e в 1839 година в западномакедонския град Сятища, тогава Османската империя, днес Гърция. Баща му Йоанис е от трикалското село Кракоплеври, а майка му Нимфодора Димитриу Марку е от Сятища. Учи при баща си, който е зограф.
В 1895 година той изписва църквата „Свети Апостоли“ в Селица. От него, съдейки по стила и почерка, са и две сцени на западната стена на „Свети Георги“ в същото селище: Страшният съд и Ужасната уста на Ада.
Христодулос изписва много църкви в Сятища и околността. В градчето изписва „Свети Архангели“, „Свети Йоан Предтеча“, „Свети Христофор“, „Свети Илия“, както и последните стенописи в Света Параскева от 1898 година. Негови преносими икони има в църквата „Свети Георги“ в Ератира (1854), в църквата „Свети Николай“ в Дипоро, Гревенско (1855), в гимназията Трамбадзио в Сятища и други.
От Христодулос са запазени икони като „Исус Христос и малките деца“ в гимназията Трамбазио в Сятища. В 1862 година пътува до Атина, където се запознава с новото изкуство фотографията. Връща е в Сятища и отваря фотографско ателие. Снимките му носят подписа „Εκ του φωτογραφείου Χρ. Ι. Ζωγράφου Σιατιστέως“ (От фотоателието на Хр. Й. Зограф Сятищанин). Участва активно в обществения живот на града – служи като църковен епитроп и училищен настоятел.
Умира в 1919 година.